# Blethisa
Blethisa is een geslacht van kevers uit de familie van de loopkevers (Carabidae). De wetenschappelijke naam van het geslacht is voor het eerst geldig gepubliceerd in 1810 door Bonelli.

## Soorten
Het geslacht Blethisa omvat de volgende soorten:
- Blethisa catenaria Brown, 1944
- Blethisa eschscholtzii Zoubkoff, 1829
- Blethisa inexpectata Goulet et Smetana, 1983
- Blethisa julii LeConte, 1863
- Blethisa multipunctata Linne, 1758
- Blethisa oregonensis LeConte, 1853
- Blethisa quadricollis Haldeman, 1847
- Blethisa tuberculata Motschulsky, 1844